# Un'estate a Parigi
Un'estate a Parigi (in tedesco Ein Sommer in Paris) è un film televisivo tedesco del 2011 diretto da Jorgo Papavassiliou, con Anica Dobra, Pasquale Aleardi e Nicole Heesters.

## Trama
Klara e Jorg, medico, arrivano a Parigi per una vacanza, ma ben presto si lasciano. La ragazza deve tirare avanti e trova lavoro presso una ricca famiglia di orologiai come badante per la madre di Philippe, il rampollo che ha ereditato il patrimonio.
Tra i due nasce subito un'intesa perfetta, ma Philippe è fidanzato con la possessiva Zoe. Il tutto termina nel migliore dei modi, con Philippe e Klara che si trovano in aeroporto, allo stesso imbarco, indirizzati "per caso" dalla madre di lui e da Günter, primo amore di quest'ultima.